# Джорджина Кемпбелл
Джорджина Еліс Кемпбелл (англ. Georgina Alice Campbell, нар. 12 червня 1992) — англійська акторка та модель. Здобула премію БАФТА у телебаченні за роль у фільмі «Убита бойфрендом» (2014). Знялась також в таких серіалах як «Квіти» (2016), «Бродчерч» (2017), «Чорне дзеркало» (епізод «Повісь діджея») і «Криптон» (2018). Також зіграла головну роль в фільмі Варвар (2022).

## Фільмографія

### Кіно
| Рік  | Назва українською          | Оригінальна назва                           | Роль              | Примітки               |
| ---- | -------------------------- | ------------------------------------------- | ----------------- | ---------------------- |
| 2017 |                            | The Ministry of Stories Anthology of Horror | Медуза            | Короткометражний фільм |
| 2017 | Король Артур: Легенда меча | King Arthur: Legend of the Sword            | Кей               |                        |
| 2017 |                            | Canned                                      | Джорджі           | Короткометражний фільм |
| 2021 |                            | Wildcat                                     | Хадіджа «Кет» Янг |                        |
| 2021 |                            | Blank Shores                                | Емілі             | Короткометражний фільм |
| 2021 |                            | All My Friends Hate Me                      | Фіг               |                        |
| 2022 | Варвар                     | Barbarian                                   | Тесс              |                        |
| 2023 | Пташиний короб Барселона   | Bird Box Barcelona                          | Клер              |                        |
| 2024 | Наглядачі                  | The Watchers                                | Сіара             |                        |

### Телебачення
| Рік       | Назва українською             | Оригінальна назва                | Роль                            | Примітки                                                                                                  |
| --------- | ----------------------------- | -------------------------------- | ------------------------------- | --- |
| 2010      |                               | Casualty                         | Емі                             | Епізод: «Dark Places»                                                                                     |
| 2010      |                               | The Cut                          | Келлі                           | 2 епізоди                                                                                                 |
| 2011–2012 |                               | Sadie J                          | Вітні Лендон                    | Recurring; 6 episodes                                                                                     |
| 2012      |                               | Doctors                          | Еббі Геллер                     | Епізод: «Crocodile Tears»                                                                                 |
| 2012      |                               | One Night                        | Рошель                          | Мінісеріал                                                                                                |
| 2012      |                               | Holby City                       | Геббі Гріндейл                  | Епізод: «Last Day on Earth»                                                                               |
| 2013      | Смерть у раю                  | Death in Paradise                | Тереза                          | Епізод: «An Unholy Death»                                                                                 |
| 2013      |                               | Ice Cream Girls                  | Юна Серена                      | Мінісеріал                                                                                                |
| 2014      |                               | The Dumping Ground               | Джен                            | Епізод: «Finding Frank»                                                                                   |
| 2014      |                               | Murdered by My Boyfriend         | Ешлі Джонс                      | Телевізійний фільм Виграла нагороду Британської академії телебачення та кіномистецтва за найкращу акторку |
| 2015      |                               | The Ark                          | Аріс                            | Телевізійний фільм                                                                                        |
| 2015      |                               | Brotherhood                      | Кетрін                          | Епізод: «Mating»                                                                                          |
| 2015      |                               | After Hours                      | Жасмін                          | 6 епізодів                                                                                                |
| 2015      |                               | Tripped                          | Кейт                            | Мінісеріал                                                                                                |
| 2016      |                               | One Of Us                        | Анна                            | Мінісеріал                                                                                                |
| 2016      |                               | Flowers                          | Ебігейл                         | 6 епізодів                                                                                                |
| 2017      | Бродчерч                      | Broadchurch                      | детектив-констебль Кеті Харфорд | 8 епізодів                                                                                                |
| 2017      | Чорне дзеркало                | Black Mirror                     | Емі                             | Епізод: «Повісь діджея»                                                                                   |
| 2017      | Електричні сни Філіпа К. Діка | Philip K. Dick's Electric Dreams | Барбара                         | Епізод: «Impossible Planet»                                                                               |
| 2017      |                               | five by five                     | Хлої                            | 2 епізоди                                                                                                 |
| 2018      | Криптон                       | Krypton                          | Лайта-Зод                       | Головна роль                                                                                              |
| 2019      | Темні матерії                 | His Dark Materials               | Адель Стармінстер               | Епізод: «The Idea of North»                                                                               |
| 2019      |                               | Cake                             | Пейдж                           | 3 епізоди                                                                                                 |
| 2019      |                               | Oh Jerome, No                    | Пейдж                           | 3 епізоди                                                                                                 |
| 2020      |                               | The Pale Horse                   | Делфін Істербрук                | Головна роль; мінісеріал                                                                                  |
| 2020      |                               | Soulmates                        | Міранда                         | Епізод: «Little Adventures»                                                                               |
| 2022      |                               | Suspicion                        | Наталі Томпсон                  | Головна роль                                                                                              |

### Веб
| Рік  | Назва українською | Оригінальна назва | Роль | Примітки                  |
| ---- | ----------------- | ----------------- | ---- | ------------------------- |
| 2009 |                   | Freak             | Люсі | Головна роль; 16 епізодів |